# Richard Korhammer
Richard Korhammer es un deportista estadounidense que compitió en natación. Ganó dos medallas de oro en el Campeonato Pan-Pacífico de Natación de 1989, en las pruebas de 100 m braza y 4 × 100 m estilos.

## Palmarés internacional
| Campeonato Pan-Pacífico | Campeonato Pan-Pacífico | Campeonato Pan-Pacífico | Campeonato Pan-Pacífico |
| Año                     | Lugar                   | Medalla                 | Prueba                  |
| ----------------------- | ----------------------- | ----------------------- | ----------------------- |
| 1989                    | Tokio (Japón)           | Medalla de oro          | 4 × 100 m estilos       |
| 1989                    | Tokio (Japón)           | Medalla de oro          | 100 m braza             |